# Holland (schip, 1951)
De Holland is een zeesleper die van 1951 tot 1976 bij rederij Doeksen heeft gevaren. Van 1976 tot 1998 is het schip gecharterd door Rijkswaterstaat. Toen in 1998 besloten werd het schip te slopen is een actie op touw gezet om het schip te behouden. Sindsdien wordt het schip in originele staat teruggebracht en is het een museumschip geworden.

## Geschiedenis

### Rederij Doeksen
Voor de oorlog had rederij Doeksen grote plannen. Daarom werd in 1939 een nieuwe sleepboot besteld die de rederij een grote vermeerdering van het totale sleepvermogen zou geven. Het nieuwe schip zou een vermogen krijgen van 4400 pk en een vaarsnelheid van 14 mijl/h. De naam van het schip zou Holland II worden, maar toen de oorlog uitbrak werden de schepen gevorderd, eerst door de Nederlandse Marine, later door de Duitse Marine (Kriegsmarine). Ook het nieuwe schip werd gevorderd en is daarom nooit in dienst geweest bij rederij Doeksen. De meeste schepen hadden de oorlog echter niet overleefd, de vloot moest dus weer opgebouwd worden. Daarom werd in 1950 besloten een nieuw schip te laten bouwen, naar het idee van de Holland II. Ook dit schip werd, net zoals de Vlieland, besteld bij Scheepswerf J. Smit & Zoon, Foxhol. Op 18 november 1950 liep de Holland van stapel en op 29 december van het volgende jaar werd het schip geleverd aan rederij Doeksen. Het schip werd gedoopt en de Holland was een feit. 
Na de oorlog bleek echter dat de schelpenzuigerij en de bergingen een steeds kleiner aandeel hadden binnen de rederij, omdat er steeds meer toeristen naar Terschelling en Vlieland kwamen. Daarom werd de Holland regelmatig ingezet in de passagiersdienst. In de winter was het echter rustig qua toerisme en dus werd het schip dan weer helemaal klaargemaakt voor de bergingen. Na 1960 nam het aantal bergingen steeds verder af, bovendien was het schip niet uitgerust met de modernste middelen: dubbele schroeven en roeren, boegschroeven en een groter motorvermogen. In 1974 kreeg de Holland dan ook eindelijk een nieuwe functie: onderzoeksvaartuig voor Rijkswaterstaat.

### Rijkswaterstaat
In 1974 werd het schip gecharterd aan de overheid, het schip bleef nog in bezit van rederij Doeksen. Omdat het schip als onderzoeksvaartuig dienst moest doen werd er in de loop der jaren veel verbouwd. Al snel moesten de sleeplier en de beting plaats maken voor een kraan op het achterdek. Ook kwam er een stuurautomaat aan boord en in 1990 werd de motor bedienbaar vanuit het stuurhuis en werd er een boegschroef ingebouwd.

### Museumschip
Toen in 1998 het plan was om het schip te slopen heeft Willem Boot een stichting opgericht om het schip te behouden. Met de hulp van Nederlandse bedrijven, overheden en instellingen is dit ook gelukt. De stichting tracht nu de Holland in originele staat de herstellen en in de vaart te houden door middel van museale exploitatie. Tegenwoordig kan het schip zakelijk en particulier gehuurd/'ingezet' worden voor: het varen met relaties, het binnenhalen van een schip, het aanvoeren van een 'parade of sails', het houden van een bedrijfspresentatie, een receptie of verjaardagsfeest. Sinds 2006 is de Holland een officiële trouwlocatie voor de gemeenten Harlingen en Terschelling. Bovendien is er een donateursclub van de Holland opgericht, elk jaar worden donateursdagen gehouden, waaraan vaartochten zijn verbonden.
Tijdens de coronacrisis werd het schip samen met de MS Friesland door Rederij Doeksen gecharterd om de door afstandsregels verminderde capaciteit van hun huidige vloot op te vangen. Vanaf 29 mei 2020 voeren ze weer tussen Harlingen en Terschelling.

## Bergingen
De Holland heeft in haar jaren als bergingsjager bij rederij Doeksen aardig wat geslaagde bergingen uitgevoerd. Kijk voor alle geslaagde bergingen waar de Holland aan meegewerkt heeft tussen 1951 en 1975 op de pagina bergingen van de Holland

## Fotogalerij

Zeesleepboot Holland
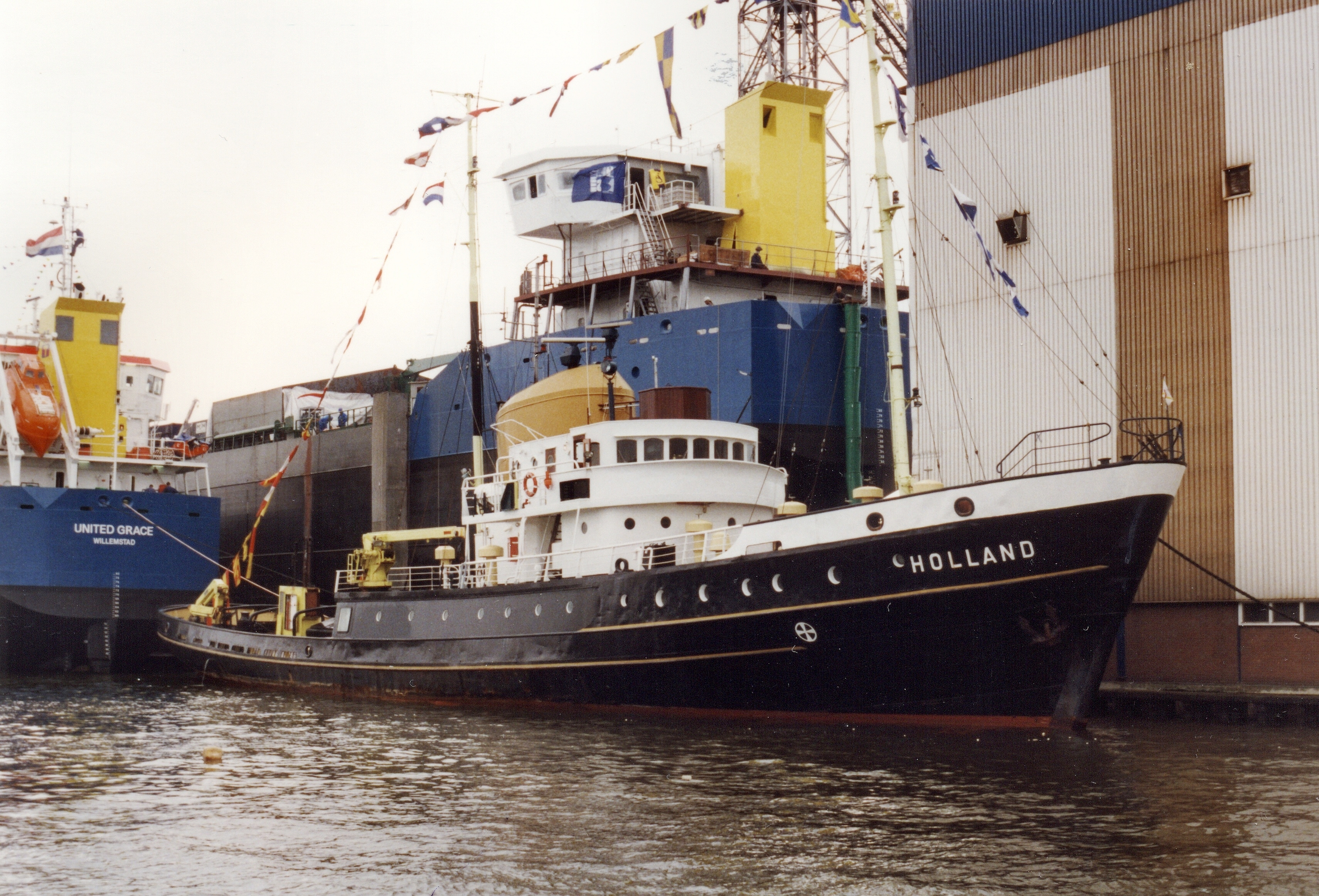
Terug bij de werf Ferus Smit in 1999
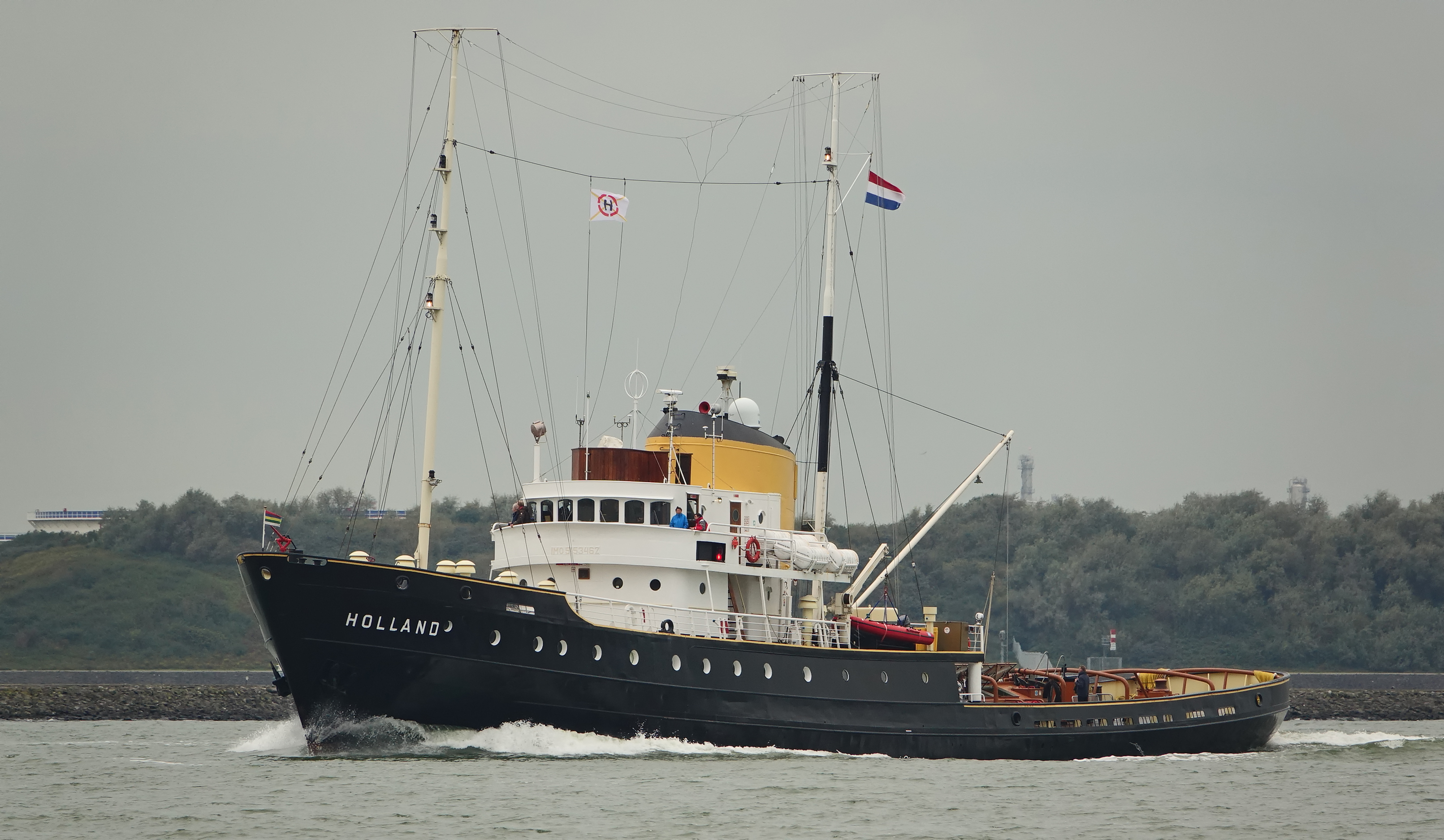
Opvarend op de Nieuwe Waterweg
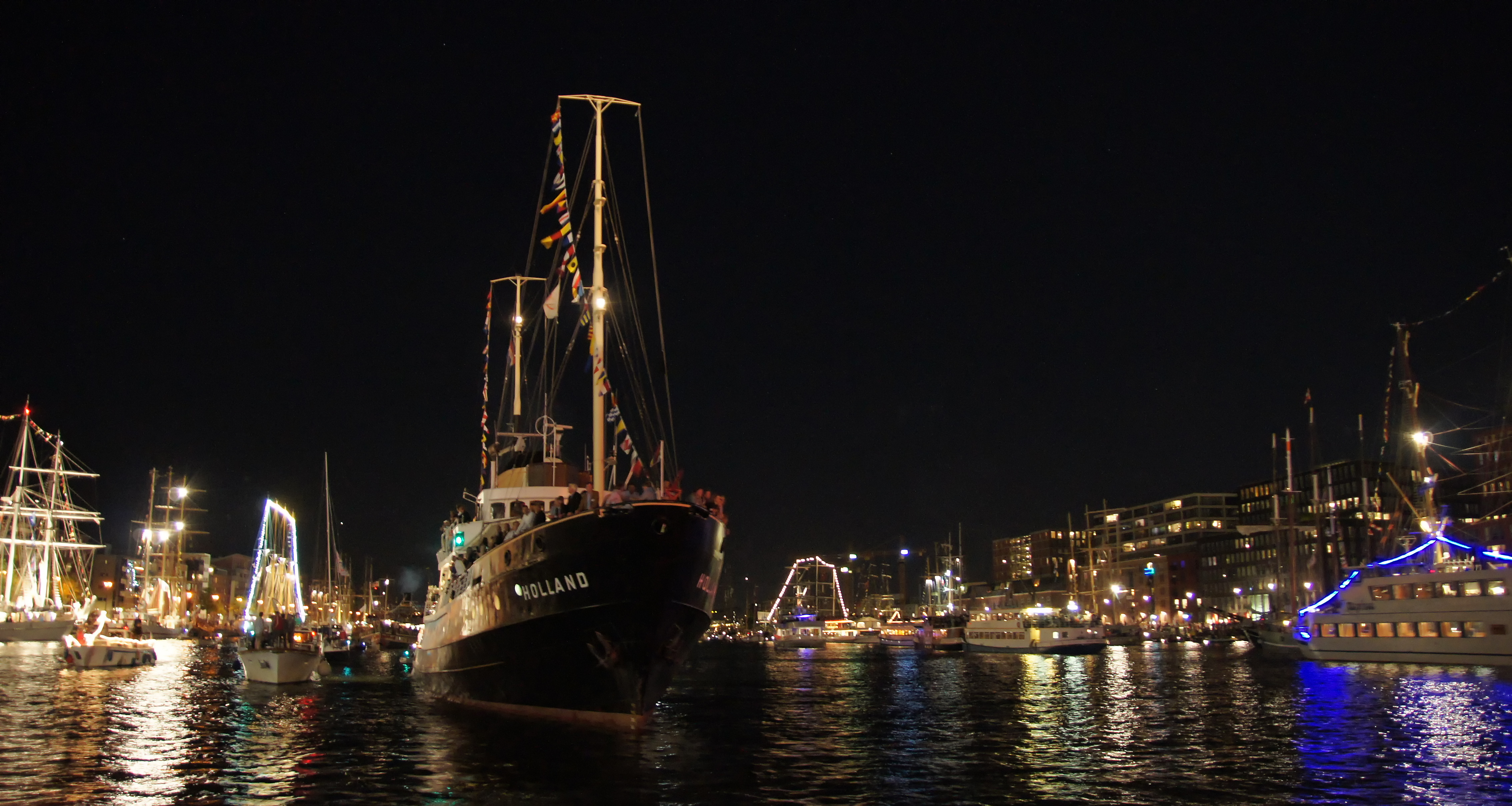
De Holland in Amsterdam
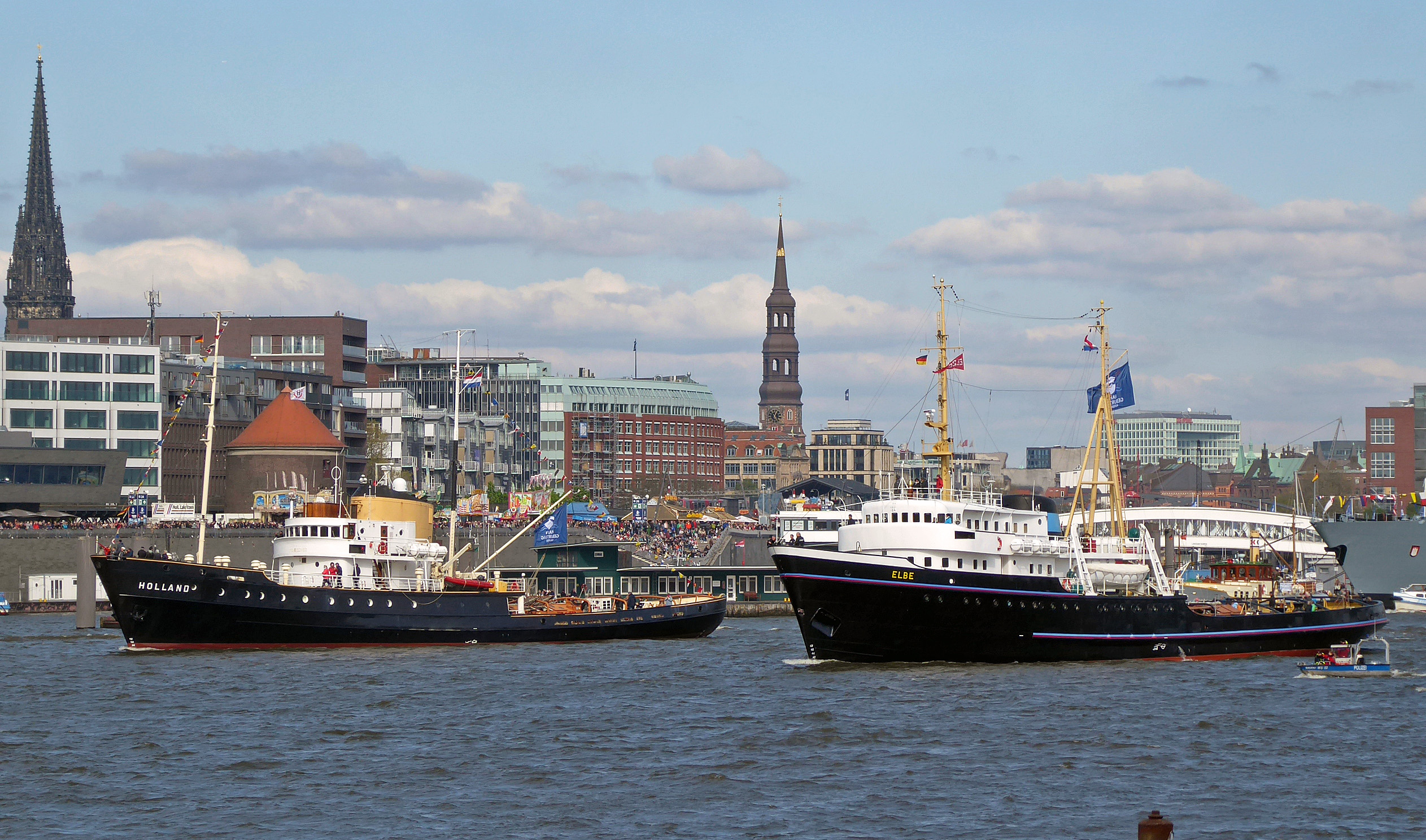
Gezamenlijk met de Elbe te Hamburg